# Eva Nyström
Pour les articles homonymes, voir Nyström.
Eva Nyström née le 25 décembre 1977 à Piteå en Suède est une triathlète et duathlète professionnelle, vainqueur sur triathlon Ironman et double championne du monde de duathlon longue distance en 2012 et 2013. Elle est également championne du monde de swimrun en remportant l'Ö till ö dans la catégorie mixte en 2016 et 2017.

## Palmarès

### Cyclisme
- 2006
  - 3e du championnat de Suède du contre-la-montre
- 2007
  - 2e du championnat de Suède du contre-la-montre
- 2014
  - 2e du championnat de Suède du contre-la-montre

### Duathlon et triathlon
Le tableau présente les résultats les plus significatifs (podium) obtenus sur le circuit international de duathlon et de triathlon depuis 2004,.
| Année | Compétition                                                         | Pays     | Position          | Temps           |
| ----- | ------------------------------------------------------------------- | -------- | ----------------- | --------------- |
| 2014  | Championnats du monde de duathlon longue distance Powerman Duathlon | Suisse   | Médaille d'argent | 7 h 19 min 17 s |
| 2013  | Championnats du monde de duathlon longue distance Powerman Duathlon | Suisse   | Médaille d'or     | 7 h 13 min 8 s  |
| 2013  | Championnats d'Europe de duathlon                                   | Pays-Bas | Médaille d'argent | 3 h 0 min 3 s   |
| 2012  | Championnats du monde de duathlon longue distance Powerman Duathlon | Suisse   | Médaille d'or     | 7 h 5 min 48 s  |
| 2012  | Championnats d'Europe de duathlon                                   | Pays-Bas | Médaille d'argent | 3 h 5 min 52 s  |
| 2011  | Championnats du monde de duathlon longue distance Powerman Duathlon | Suisse   | Médaille d'argent | 7 h 15 min 11 s |
| 2008  | Powerman Duathlon                                                   | Suisse   | Médaille d'argent | 7 h 36 min 42 s |
| 2007  | Powerman Duathlon                                                   | Suisse   | Médaille d'argent | 7 h 22 min 6 s  |

| Année | Compétition                               | Pays          | Position           | Temps            |
| ----- | ----------------------------------------- | ------------- | ------------------ | ---------------- |
| 2013  | Ironman Suède                             | Suède         | Médaille d'argent  | 9 h 17 min 56 s  |
| 2013  | Ironman 70.3 Autriche                     | Autriche      | Médaille d'argent  | 3 h 51 min 30 s  |
| 2012  | Challenge Fuerteventura                   | Espagne       | Médaille de bronze | 4 h 37 min 11 s  |
| 2011  | Challenge Aarhus                          | Danemark      | Médaille d'argent  | 4 h 16 min 36 s  |
| 2009  | Kalmar triathlon                          | Suède         | Médaille d'or      | 9 h 9 min 17 s   |
| 2007  | Championnat d'Europe de triathlon d'hiver | Liechtenstein | Médaille d'argent  | 1 h 32 min 12 s  |
| 2006  | Championnat du monde de triathlon d'hiver | Finlande      | Médaille d'argent  | 1 h 46 min 14 s  |
| 2006  | Kalmar triathlon                          | Suède         | Médaille d'or      | 9 h 21 min 13 s  |
| 2005  | Kalmar triathlon                          | Suède         | Médaille d'argent  | 10 h 11 min 54 s |
| 2004  | Kalmar triathlon                          | Suède         | Médaille d'or      | 9 h 48 min 29 s  |

### Swimrun
| Année | Compétition | Pays  | Équipier     | Position      | Temps           |
| ----- | ----------- | ----- | ------------ | ------------- | --------------- |
| 2016  | Ö till ö    | Suède | Adriel Young | Médaille d'or | 8 h 49 min 58 s |
| 2017  | Ö till ö    | Suède | Adriel Young | Médaille d'or | 9 h 1 min 31 s  |